# Música vocal
Es una composición musical que está formada por una voz femenina o masculina exclusivamente sin acompañamiento instrumental, una forma de utilizar la voz humana que exige un funcionamiento especial de los órganos de la fonación, en relación auditiva. Así pues, se aprende a cantar imponiéndose una gimnasia vocal particular, controlando los músculos que intervienen en la producción de los sonidos, la respiración y otros. Este aprendizaje puede hacerse espontáneamente, por imitación, como el canto de las ballenas que es un canto vocal animal muy sonoro. 
En lo que se refiere a su estructura, los órganos de la fonación son iguales en el hombre que en la mujer; solo se diferencian por sus dimensiones (cuerdas vocales más largas y más sólidas en el hombre que en la mujer; diferente volumen en las cavidades de resonancia, etc.). Por término medio, entre adultos, las voces de mujer están a una octava más alta que las de los hombres. 
La clasificación de la voz humana se hace en función de los límites entre los que una voz se mueve sin dificultad (es lo que se llama la tesitura: tenor, barítono, bajo), de las calidades de timbre (el registro: voz de pecho, voz de cabeza) y cualidades

## La voz humana y su clasificación
La voz humana se divide en voz femenina y voz masculina. La voz de niño se llama voz blanca.
La voz femenina se divide en grave, media y aguda. Si es aguda se llama de soprano; si es media se llama de mezzo soprano y si es grave se llama de alto o contralto. De la voz de soprano se hacen varias clasificaciones, de acuerdo con su volumen y su carácter: cuando es ágil y de poco volumen se le llama ligero; si es medianamente voluminosa, lírico; si tiene gran volumen, dramático; y si puede cantar graduando a voluntad su volumen y no tiene problemas de agilidad, se le llama absoluto. 
La voz masculina también puede ser grave, media y aguda. Si es grave se llama de bajo, si es media de barítono y si es aguda de tenor. Si la voz de bajo es muy grave se le llama profundo; si tiene agudos fáciles, cantante. Si el barítono tiene mucho volumen se llama dramático; si tiene poco, es llamado lírico. La voz de tenor, según su volumen, puede ser: si es bajo, ligero; si lo es medio, lírico; si es grave, heroico.
El canto puede practicarse en solo o a varias voces (dúo, trío, cuarteto, quinteto, sexteto y coros). En este último caso se dice que las voces cantan al unísono cuando todas ellas cantan la misma melodía, en el mismo tono, con las mismas notas, etc, en caso contrario es un canto a varias voces. El canto a varias voces se divide, a su vez, en homofónico (todas las voces quedan subordinadas a una voz principal) y polifónico (cada voz es independiente de las otras). El canto también puede ser a cappella, es decir sin acompañamiento instrumental, o acompañado (por uno o varios instrumentos).
La música vocal o canto es una composición musical que está formada por una voz femenina o masculina exclusivamente sin acompañamiento instrumental, una forma de utilizar la voz humana que exige un funcionamiento especial de los órganos de la fonación, en relación auditiva. Así pues, se aprende a cantar imponiéndose una gimnasia vocal particular, controlando los músculos que intervienen en la producción de los sonidos, la respiración y otros. Este aprendizaje puede hacerse espontáneamente, por imitación, como el canto de las ballenas que es un canto vocal animal muy sonoro.
En lo que se refiere a su estructura, los órganos de la fonación son iguales en el hombre que en la mujer; solo se diferencian por sus dimensiones (cuerdas vocales más largas y más sólidas en el hombre que en la mujer; diferente volumen en las cavidades de resonancia, etc.). Por término medio, entre adultos, las voces de mujer están a una octava más alta que las de los hombres.
La clasificación de la voz humana se hace en función de los límites entre los que una voz se mueve sin dificultad (es lo que se llama la tessitura: tenor, barítono, bajo), de las calidades de timbre (el registro: voz de pecho, voz de cabeza) y cualidades más específicas (tenor lírico, tenor dramático, bajo cantante, bajo profundo..).

## Evolución histórica

### El canto en la Edad Media
El canto (al unísono o a varias voces) fue introducido en las prácticas religiosas desde los primeros tiempo de la cristiandad; la primera codificación, en la materia, fue obra de Gregorio Magno, en el siglo VI (creación de la Schola Cantorum). En los siglos XII y XIII, con los trovadores y troveros (en Francia, Provenza, España,etc..) y con los ministriles y Minnesänger (en Alemania), comienza a extenderse el canto profano. También se conoce la existencia de cantores profanos anteriores a la cristianización de los pueblos germanos: los escaldos escandinavos (poetas músicos del siglo IX) y los skops germánicos.

### Tiempos modernos
El solo (canto de una sola voz) adquirió importancia en el siglo XVII, con el desarrollo de la ópera y del oratorio. Fue en esa época cuando se empezó a formar voces tan puras y tan hábiles como fuera posible. Desde el siglo XVI, la capilla pontificia usaba a los castrados (personas de sexo masculino al que, desde su infancia, se ha privado quirúrgicamente de sus testículos); la castración tiene como resultado impedir el ensanchamiento de la faringe en el momento de la pubertad, lo que evita que la voz cambie. Se obtenían así voces de soprano entre los hombres, que además eran particularmente puras. La ópera profana hizo amplio uso de los castrados) (el más célebre fue Carlo Broschi, llamado Farinelli, que ejerció enorme influencia en la vida artística y política de las cortes españolas de Felipe V y de Fernando VI)
La importancia de los maestros de canto -sobre todo de los italianos- se hizo considerable. Los más famosos fueron Niccolo Porpora (1686-1766), Pier Francesco Tosi (hacia 1650-1732), y Giambattista Mancini (1716-1800)
En el siglo XX, nuevos métodos fundados en la electroacústica transformaron el arte del canto.